# Raorchestes chlorosomma
Espèce
Synonymes
- Philautus chlorosomma Biju & Bossuyt, 2009
- Pseudophilautus chlorosomma (Biju & Bossuyt, 2009)

Statut de conservation UICN

 CR B1ab(iii) : 
En danger critique
Raorchestes chlorosomma est une espèce d'amphibiens de la famille des Rhacophoridae.

## Répartition
Cette espèce est endémique du district d'Idukki dans l'État du Kerala en Inde dans les Ghâts occidentaux.

## Étymologie
Le nom spécifique chlorosomma vient du grec chloros, vert, et de omma, les yeux, en référence aux iris verdâtres de cette espèce.

## Publication originale
- Biju & Bossuyt, 2009 : Systematics and phylogeny of Philautus Gistel, 1848 (Anura, Rhacophoridae) in the Western Ghats of India, with descriptions of 12 new species. Zoological Journal of the Linnean Society, vol. 155, p. 374-444.